# Терещук Василь Петрович
Васи́ль Петро́вич Терещ́ук (* 2 квітня 1962, с. Гірники, Ратнівський район, Волинська область, УРСР) — український поет і журналіст

## Біографія
Василь Терещук народився в селянській сім'ї Петра і Галини. З 1969 по 1979 рік навчався в Гірниківській середній школі.
1976 року вперше надрукувався в ратнівській районній газеті «Червоний прапор», тоді ж став публікувати в ній дописи. 1979 року вступив на факультет журналістики Львівського державного університету ім. І. Франка. Навчаючись, разом з іншими однокурсниками вступає у літературну студію «Франкова Кузня», яку відвідував з нині відомими: новелістом Василем Левицьким, одним із засновників літературного об'єднання «Бу-Ба-Бу» Віктором Небораком, співаком Богданом Кучером та іншими. Здобув диплом у 1984-му.
Від 1984 до 1991 року працював у львівській обласній газеті «Ленінська молодь» (пізніша назва — «Молода Галичина») кореспондентом, а згодом завідувачем відділу. Обіймав посаду керівника відділу зв'язків із засобами масової інформації Львівської обласної державної адміністрації.
З листопада 2010-го працює вебредактором на радіо «Свобода».
Живе у Львові. Одружений з Галиною Терещук, у подружжя є син Юрій.

## Творчість
Автор поетичних збірок «Проміння стежок», «Власник місяця», «Субота». У 1988 став членом Спілки письменників України.

## Твори

### Поетичні збірки
- «Проміння стежок» (Львів, «Каменяр», 1984)
- «Власник місяця» (Київ, «Радянський письменник», 1990)
- «Субота» (Львів, «Піраміда», 2004)

### Проза
- Роман «Острів мороку» (журнал «Дзвін», число 4 за 2012 р.)